# A la Espagnola
A la Espagnola is een single van John Terra. Het was de eerste single die afkomstig was van zijn album John Terra uit 1974. Het lied over zomerliefde is geschreven door Terra zelf met Jan Theys. De B-kant vloeide uit de pen van Nelly Byl en John Terra. De tweede single van het album Vergeet niet te schrijven flopte. A la Espagnola werd ook op single uitgebracht door een bandje uit Z.O.-Brabant t.w. [Albatros]. Op de B-kant stond [Judy I love you]. Bandleden waren: Harry Janssen, Peter v.d. Laar, Coen Jansen en Jan Manders op resp. sologitaar, drums, orgel en basgitaar.

## Hitnotering

### VlaamseUltratop 30
| Hitnotering: 11-5-1974 t/m 31-5-1974 | Hitnotering: 11-5-1974 t/m 31-5-1974 | Hitnotering: 11-5-1974 t/m 31-5-1974 | Hitnotering: 11-5-1974 t/m 31-5-1974 | Hitnotering: 11-5-1974 t/m 31-5-1974 |
| Week:                                | 1                                    | 2                                    | 3                                    |                                      |
| ------------------------------------ | ------------------------------------ | ------------------------------------ | ------------------------------------ | ------------------------------------ |
| Positie:                             | 25                                   | 21                                   | 20                                   | uit                                  |

### BelgischeBRT Top 30
| Hitnotering: 11-5-1974 t/m 12-7-1974 | Hitnotering: 11-5-1974 t/m 12-7-1974 | Hitnotering: 11-5-1974 t/m 12-7-1974 | Hitnotering: 11-5-1974 t/m 12-7-1974 | Hitnotering: 11-5-1974 t/m 12-7-1974 | Hitnotering: 11-5-1974 t/m 12-7-1974 | Hitnotering: 11-5-1974 t/m 12-7-1974 | Hitnotering: 11-5-1974 t/m 12-7-1974 | Hitnotering: 11-5-1974 t/m 12-7-1974 | Hitnotering: 11-5-1974 t/m 12-7-1974 | Hitnotering: 11-5-1974 t/m 12-7-1974 |
| Week:                                | 1                                    | 2                                    | 3                                    | 4                                    | 5                                    | 6                                    | 7                                    | 8                                    | 9                                    |                                      |
| ------------------------------------ | ------------------------------------ | ------------------------------------ | ------------------------------------ | ------------------------------------ | ------------------------------------ | ------------------------------------ | ------------------------------------ | ------------------------------------ | ------------------------------------ | ------------------------------------ |
| Positie:                             | 21                                   | 19                                   | 14                                   | 25                                   | 21                                   | 17                                   | 18                                   | 23                                   | 25                                   | uit                                  |